# Podziałka cyfrowa

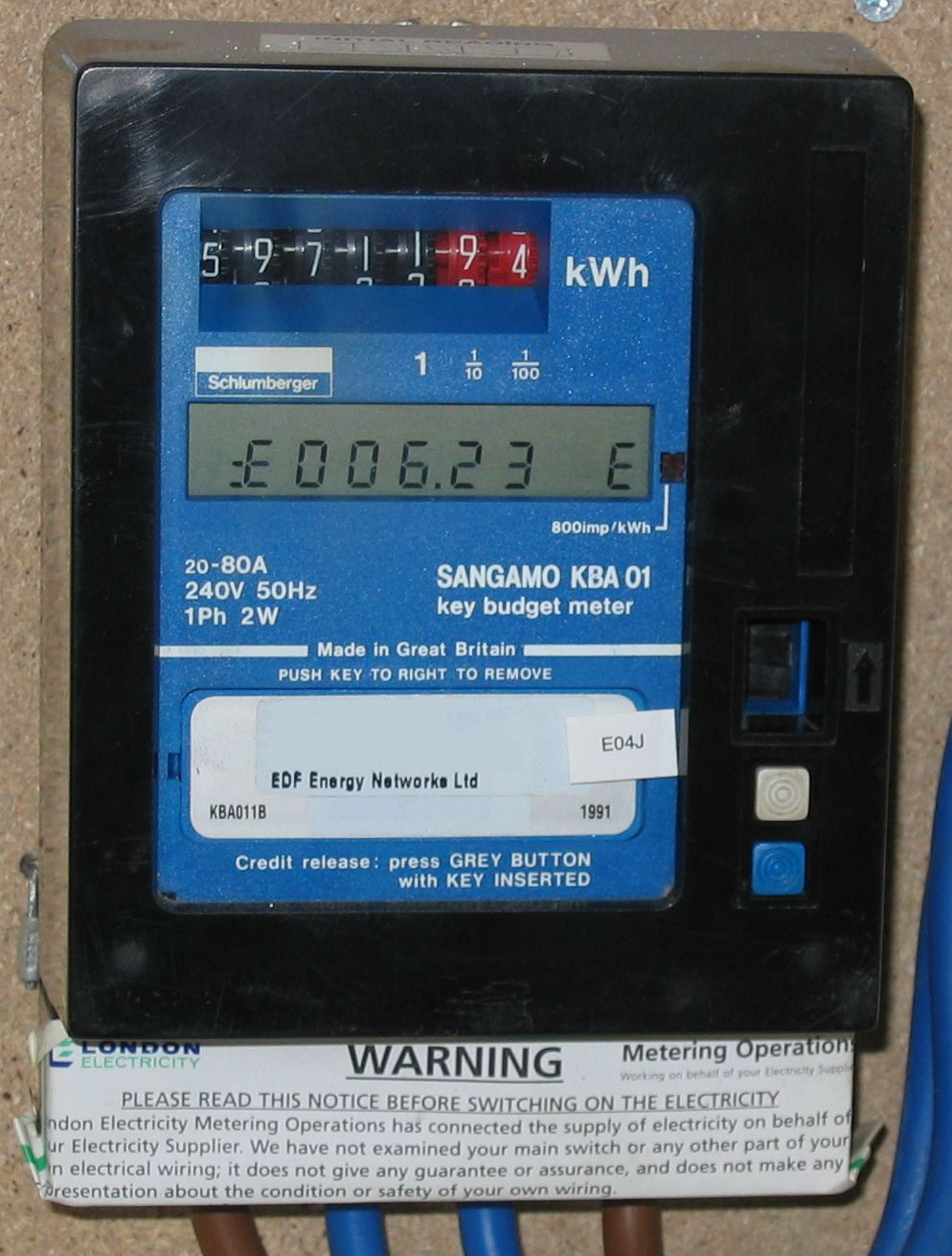
Podziałka cyfrowa na liczniku energii elektrycznej

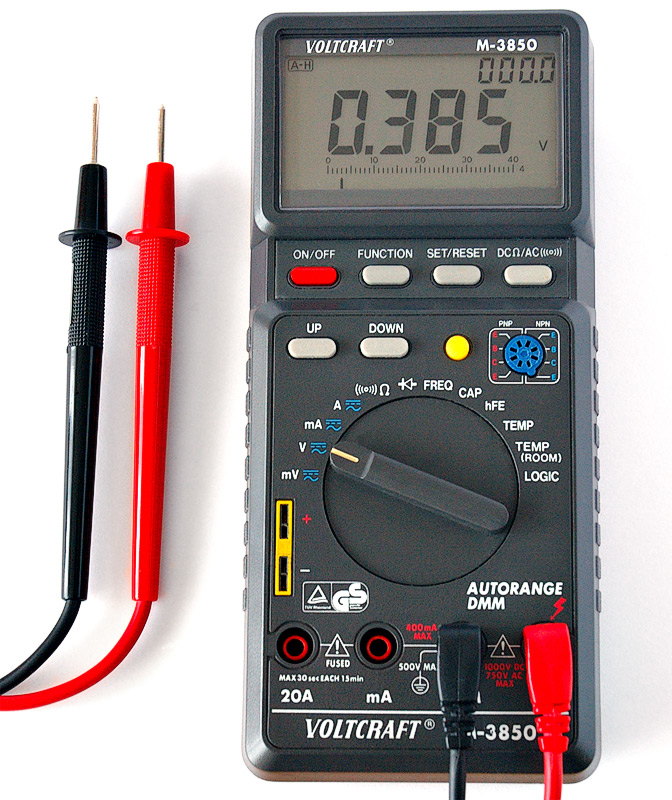
Podziałka cyfrowa na wielofunkcyjnym mierniku elektrycznym

Podziałkę cyfrową narzędzia pomiarowego tworzy  zbiór wskazów w formie cyfr, które podają bezpośrednio wartość liczbową mierzonej lub nastawionej wielkości. Wyświetlana informacja jest przedstawiana najczęściej w zapisie dziesiętnym, czasem szesnastkowym lub binarnym. Podziałka cyfrowa jest prezentowana poprzez cyfrowe urządzenie wskazujące.
Ze względu na sposób działania rozróżnia się cyfrowe urządzenie wskazujące:
- mechaniczne np. licznik energii elektrycznej czy wodomierz
- elektroniczne np. w postaci wskaźnika cyfrowego np. wyświetlacz siedmiosegmentowy.

Podziałka cyfrowa może być także zrealizowana za pomocą wskaźnika alfanumerycznego, który oprócz cyfr może prezentować litery i inne znaki lub graficznego np. wyświetlana na monitorze komputerowym w tzw. "wirtualnych przyrządach pomiarowych".